# Józef Stefan Turczynowicz
Józef Stefan Turczynowicz (zm. 1773) – duchowny rzymskokatolicki, kanonik piltyński, społecznik
Był proboszczem parafii rzymskokatolickiej w Dzięciole, a później proboszczem parafii św. Stefana w Wilnie. Prowadził ożywioną działalność filantropijną, a także misję nawracania na katolicyzm litewskich Żydów. 
W celu prowadzenia swojej misji wśród Żydów oraz pomocy biednym założył dwie kongregacje, męską i żeńską. Ta ostatnia w 1752 otrzymała zatwierdzenie papieża Benedykta XIV jako Zgromadzenie Sióstr Życia Maryi. 

## Literatura
- Teodor Jeske-Choiński. Neofici Polscy. Materyały historyczne. Warszawa 1904